# 1213 Algeria
1213 Algeria este un asteroid din centura principală, descoperit pe 5 decembrie 1931 de Guy Reiss.